# Список заслуженных военных штурманов СССР
В настоящем списке представлены заслуженные военные штурманы СССР, получившие это почётное звание. Список содержит информацию о годе присвоения звания.  

## 1965—1969 годы

### 1965
Указ Президиума ВС СССР № 408 от 17.08.1965 г.
- Гриша, Виктор Николаевич (1921—?)
- Лавский, Виктор Михайлович (1914—2012)
- Яловой, Фёдор Степанович  (1917—2003)

### 1966
Указ Президиума ВС СССР № 794 от 16.08.1966 г.
- Буланов, Владимир Петрович (1919—2008)
- Варивода, Евгений Яковлевич
- Верещак, Владимир Илларионович
- Высотин, Кирилл Константинович (1921—1983)
- Кильдеев, Рустам Ибрагимович
- Лашин, Михаил Афанасьевич (1918—1998)

### 1967
Указ Президиума ВС СССР № 362 от 08.07.1967 г.
- Епифанов, Фёдор Степанович
- Рожков, Иван Максимович (1920)
- Черкасов, Алексей Васильевич
- Шамаев, Михаил Иванович
- Яшин, Николай Ильич

### 1968
Указ Президиума ВС СССР №308 от 16.08.1968 г.
- Антонов, Василий Павлович (1917—2009)
- Галактионов, Виктор Александрович
- Жубржицкий, Борис Иосифович
- Кецмец, Александр Дмитриевич

### 1969
Указ Президиума ВС СССР № 316 от 15. 08. 1969 г.
- Близнюк, Николай Романович
- Гурко, Владимир Ильич
- Лякин-Фролов, Семён Семёнович (1919)
- Мазур, Николай Филимонович
- Медведев, Пётр Васильевич
- Паляница, Иван Петрович
- Стрельцов, Евгений Иванович (1923)
- Филиппов, Иван Никонорович
- Шевченко, Евгений Иванович

## 1970—1979 годы

### 1970
Указ Президиума ВС СССР №344 от 17.08.1970 г.
- Введенский, Юрий Николаевич (1928)
- Ерёмин, Геннадий Евгеньевич (1925)
- Корбут, Борис Степанович (1923)
- Круглов, Виталий Иванович (?—1971)
- Малашенков, Григорий Степанович (1919—2010)
- Штейнберг, Юрий Робертович (1926—2012)

### 1971
Указ Президиума ВС СССР № 346 от 17.08.1971 г.
- Антонов, Николай Арсеньевич (1929)
- Иткинов, Хамза Гарифилович (1922)
- Кабанов, Евгений Иванович (1918—1989)
- Михайлов, Георгий Николаевич
- Мустафин, Фёдор Гадеевич
- Попов, Константин Николаевич
- Степанов, Николай Иванович (штурман)
- Удальцов, Валентин Константинович
- Хохлов, Дмитрий Алексеевич
- Чиж, Владимир Харитонович
- Чурочкин, Василий Степанович

### 1972
Указ Президиума ВС СССР №313 от 18.08.1972 г.
- Антонов, Александр Михайлович (штурман)
- Ворожеенков, Владимир Григорьевич
- Галкин, Александр Николаевич
- Давыдов, Михаил Семёнович (1925)
- Кияница, Владимир Петрович
- Мананников, Александр Петрович
- Махнов, Владимир Васильевич
- Попов, Иван Иванович (штурман)
- Черкасов, Станислав Иванович
- Шаров, Василий Михайлович (штурман)

### 1973
Указ Президиума ВС СССР №363 от 17.08.1973 г.
- Варнаков, Николай Иванович (1932)
- Дудин, Валентин Иванович
- Кобелев, Герман Петрович
- Рыжков, Пётр Николаевич
- Спирин, Алексей Ефимович (1932)
- Трофимов, Валентин Дмитриевич

### 1974
Указ Президиума ВС СССР № 567 от 16.08.1974 г.
- Агеев, Леонид Петрович (1925)
- Армашев, Альберт Павлович (1930)
- Арутюнов, Сергей Рубенович (1925—2007)
- Галанинский, Вилен Павлович (1925—2015)
- Дышев, Владимир Кириллович (1929—2000)
- Карабинский, Иосиф Федосеевич (1928)
- Медовиков, Александр Васильевич (1932)
- Мухин, Вячеслав Александрович (1936)
- Павлов, Лев Андреевич
- Смирнягин, Аркадий Ефимович (1925)
- Татаринов, Аркадий Фёдорович
- Червяков, Леонид Михайлович (1927)

### 1975
Указ Президиума ВС СССР № 536 от 14.08.1975 г.
- Антипин, Александр Григорьевич
- Васильев, Михаил Андреевич (штурман)
- Гончаренко, Глеб Михайлович
- Жалыбин, Николай Степанович
- Жигаловский, Павел Васильевич (?—2014)
- Медведев, Иван Васильевич
- Неоменко, Сергей Григорьевич
- Сорокин, Сергей Васильевич (штурман) (1926—2001)[2]

### 1976
Указ Президиума ВС СССР № 486 от 13.08.1976 г.
- Гребенюк, Борис Александрович (штурман)
- Гривцев, Эльвин Алексеевич
- Дзекан, Георгий Иванович
- Заиканов, Михаил Фёдорович
- Колмогоров, Павел Анфиногенович (1927—1979)
- Куимов, Леонид Петрович
- Масленников, Георгий Александрович
- Походзило, Анатолий Павлович (1928)

### 1977
Указ Президиума ВС СССР № 526 от 18.08.1977 г.
- Иванов, Наум Иванович (1930—1984)
- Ковтун, Владимир Николаевич
- Кротов, Александр Иванович (штурман)
- Сыругин, Анатолий Яковлевич
- Чибисов, Константин Михайлович

### 1978
Указ Президиума ВС СССР № 535 от 17.08.1978 г.
- Дымчин, Викентий Алексеевич (1931—2018)
- Корнейчук, Николай Петрович (?—2014)
- Пелипас, Всеволод Семёнович
- Сажин, Анатолий Павлович
- Смирнов, Иван Александрович
- Федоренко, Иван Константинович
- Щавелев, Лев Павлович

### 1979
Указ Президиума ВС СССР № 568 от 17.08.1979 г.
- Бабенко, Владимир Иванови (1935)
- Ивлев, Александр Иванович
- Кунаев, Александр Иванович
- Половой, Виктор Павлович
- Шабунин, Александр Иванович (1934)

## 1980—1988 годы

### 1980
Указ Президиума ВС СССР № 710 от 15.08.1980 г.
- Бессмолый, Александр Иванович (1936—2016)
- Бондарев, Виктор Александрович
- Губанов, Михаил Григорьевич
- Старцев, Владимир Афанасьевич
- Чухно, Андрей Тимофеевич

### 1981
Указ Президиума ВС СССР №549 от 14.08.1981 г.
- Волков, Геннадий Иванович
- Глазунов, Николай Лаврович
- Кисляков, Николай Пантелеевич
- Климович, Николай Александрович
- Прудников, Михаил Степанович
- Сахаров, Михаил Григорьевич (1931)

### 1982
Указ Президиума ВС СССР № 421 от 12.08.1982 г.
- Антонов, Виктор Иванович (штурман)
- Водолеев, Анатолий Фёдорович
- Михалёв, Виктор Васильевич
- Сливкин, Леонид Андреевич
- Тютюнник, Валерий Николаевич
- Ятманов, Александр Иванович

### 1983
Указ Президиума ВС СССР № 603 от 18.08.1983 г.
- Харчев, Николай Григорьевич

### 1984
Указ Президиума ВС СССР № 565 от 17.08.1984 г.
- Горбунов, Юрий Петрович
- Дубенко, Николай Михайлович
- Егоров, Владимир Егорович (штурман) (1941)
- Лунин, Владимир Николаевич
- Петров, Владислав Иванович
- Потоцкий, Владимир Васильевич (1937—2011)
- Степанец, Владимир Самойлович

### 1985
Указ Президиума ВС СССР № 571 от 16.08.1985 г.
- Гулянков, Николай Иванович
- Пальчун, Анатолий Яковлевич
- Черецкий, Виктор Григорьевич

### 1986
Указ Президиума ВС СССР № 703 от 15.08.1986 г.
- Семушкин, Виктор Андреевич
- Тарелкин, Владимир Георгиевич
- Топчий, Александр Александрович

### 1987
Указ Президиума ВС СССР № 553 от 14.08.1987 г.
- Колосов, Михаил Фёдорович
- Лисенко, Анатолий Иванович
- Москоков, Валерий Геннадьевич
- Тихомиров, Аркадий Васильевич

### 1988
Указ Президиума ВС СССР № 562 от 18.08.1988 г.
- Илюхин, Александр Алексеевич
- Казнин, Назиф Мухаматгалиевич
- Синяев, Михаил Петрович
- Смирнов, Владимир Сергеевич
- Тарасюк, Анатолий Иванович